# Children in Need
Children in Need is een jaarlijkse inzamelingsactie van de BBC voor kansarme kinderen in Engeland. 

## Geschiedenis

### Prehistorie
De eerste inzamelingsactie vond plaats in 1927 met Kerstmis tijdens een vijf minuten durende radio-uitzending; de televisie volgde in 1955. Tot 1979 brachten de Children's Hour Christmas Appeals 625,836 pond op.

### Marathonuitzendingen
Children in Need wordt sinds 1980 georganiseerd op de derde vrijdag van november. Veel Bekende Britten en Amerikanen verlenen hun medewerking aan dit landelijke fenomeen, en ook de gewone burger levert een (al dan niet ludieke) bijdrage. 
Tot de vaste ingrediënten behoren het themanummer van een populaire artiest, de zangprestaties van soapacteurs en nieuwslezers, de voorbodes van de West End-musicals en het nieuwe Dr. Who-seizoen, en de in 1985 bedachte mascotte Pudsey (een teddybeer die is vernoemd naar een plaats in West Yorkshire). Tussendoor worden er filmpjes uitgezonden waarin kansarme kinderen over hun leven vertellen en de kijkers gevraagd wordt om (telefonisch) te doneren. 
Sinds 2009 worden er ook Children in Need Rocks-concerten georganiseerd voor aparte registraties op de donderdagavond. 
In 2016 werd de Sir Terry Wogan Fundraiser Of The Year Award in het leven geroepen voor bijzondere verdiensten. Dit ter nagedachtenis van talkshow-presentator Terry Wogan. 
De uitzendingen van 2017 en 2018 waren goed voor recordopbrengsten van meer dan 50 miljoen. 